# سیکو یوشیدا
سیکو یوشیدا (انگلیسی: Seiko Yoshida; ۱۵ مارس ۱۹۸۶ – ) صداپیشه اهل ژاپن بود. وی از سال ۲۰۰۸ میلادی تاکنون مشغول فعالیت بوده‌است.